# Werner Bierbaum
Werner Bierbaum (* 17. Juni 1928 in Chemnitz) ist ein deutscher ehemaliger Oberst und Abteilungsleiter im Ministerium für Staatssicherheit (MfS) der DDR.

## Leben
Bierbaum, Sohn eines Schlossers und einer Näherin, wurde 1944 in die deutsche Wehrmacht eingezogen und kämpfte bis Kriegsende 1945 als Luftwaffenhelfer im Zweiten Weltkrieg. 1946 trat er in die SED ein. Nach dem Abschluss des Abiturs 1947 studierte er bis 1950 an der Universität Leipzig Ökonomie.
Von 1950 bis 1952 arbeitete Bierbaum als Statistiker und wurde dann als „operativer Mitarbeiter“ der Hauptabteilung III des MfS, zuständig für Wirtschaft, eingestellt und noch 1952 in die Bezirksverwaltungen Dresden, später Karl-Marx-Stadt, versetzt.
1954 wechselte Bierbaum in die Zentrale der Hauptabteilung III in Ost-Berlin. 1956 wurde er in die Hauptverwaltung Aufklärung (HVA) versetzt und war hier in der Militärspionage eingesetzt. Ab 1958 war er in der Abteilung „Auswertung und Information“ tätig.
1967 wurde Bierbaum an der Humboldt-Universität Berlin promoviert und 1976 zum Oberst befördert. Von 1983 bis zu seiner Entlassung im Zuge der Wende und friedlichen Revolution in der DDR und der Auflösung des MfS 1990 war Bierbaum Leiter der Abteilung „Auswertung und Information“ der HVA.